# Stephan Leyhe
Stephan Leyhe, né le 5 janvier 1992 à Schwalefeld, est un sauteur à ski allemand.

## Biographie
Membre du club de Willingen, Stephan Leyhe commence sa carrière en compétition FIS en 2006. Diplômé de l'école de ski de Willingen, il déménage ensuite à Hinterzarten et est entraîné alors par Stefan Horngacher. En 2010 et 2011, il est deux fois médaillé d'argent par équipes aux Championnats du monde junior. En 2012, à Willingen, il prend part à ses premières qualifications pour la Coupe du monde, en remplacement de Michael Neumayer. Après une saison sans résultat significatif, il obtient son premier podium dans la Coupe continentale estivale en septembre 2012 à Lillehammer.
En décembre 2014, il se qualifie pour sa première manche de Coupe du monde à Engelberg et se classe treizième. Il participe ensuite à la Tournée des quatre tremplins où il termine dans les trente premiers dans les quatre compétitions et quatorzième au classement final.
Il est médaillé d'argent par équipes aux Championnats du monde de vol à ski 2016.
Lors de la saison 2016-2017, il monte sur trois podiums par équipes dont un succès à Zakopane et obtient son meilleur résultat individuel, une cinquième place à Pyeongchang. Il obtient aussi sa première sélection en championnat du monde à Lahti.
Aux Jeux olympiques d'hiver de 2018, il est seulement présent pour le concours par équipes, où il prend la médaille d'argent en compagnie de Karl Geiger, Richard Freitag et Andreas Wellinger.
Pour entamer la saison 2018-2019, Leyhe connaît l'honneur de son premier podium individuel en Coupe du monde avec une deuxième place à Wisła. Ensuite sur la Tournée des quatre tremplins, il enchaîne deux quatrièmes places, ce qui le propulse sur le podium de la compétition (troisième).
Aux Championnats du monde 2019, il est sixième au petit tremplin et remporte son premier titre à la compétition par équipes avec Richard Freitag, Markus Eisenbichler et Karl Geiger.
Il effectue sa meilleure saison dans l'élite en 2019-2020, où il remporte notamment sa première manche individuelle à domicile, à Willingen. Il gagne aussi deux concours par équipes à Zakopane et Lahti et ajoute trois autres podiums individuels pour se placer sixième au classement général de la Coupe du monde. Au mois de mars, lors des qualifications à Trondheim, il chute et se belsse au genou gauche (rupture du ligament croisé antérieur et du ménisque). Il est alors forfait pour la saison 2020-2021

## Palmarès

### Jeux olympiques
| Épreuve / Édition   | Individuel     | Individuel     | Par équipes Grand tremplin          | Par équipes mixte Petit tremplin |
| Épreuve / Édition   | Petit tremplin | Grand tremplin | Par équipes Grand tremplin          | Par équipes mixte Petit tremplin |
| JO 2018 Pyeongchang | —              | —              | Médaille d'argent, Jeux olympiques  | Épreuve inexistante à cette date |
| JO 2022 Pékin       | 24e            | —              | Médaille de bronze, Jeux olympiques | —                                |

Légende :
- : première place, médaille d'or
- : deuxième place, médaille d'argent
- : troisième place, médaille de bronze
- — : Stephan Leyhe n'a pas participé à cette épreuve

### Championnats du monde
| Épreuve / Édition     | Individuel     | Individuel     | Par équipes    | Par équipes |
| Épreuve / Édition     | Petit tremplin | Grand tremplin | Grand tremplin | Mixte       |
| Mondiaux 2017 Lahti   | 13e            | 16e            | 4e             | —           |
| Mondiaux 2019 Seefeld | 6e             | —              | Or             | —           |

Légende :
- : première place, médaille d'or
- : deuxième place, médaille d'argent
- : troisième place, médaille de bronze
- — : Stephan Leyhe n'a pas participé à cette épreuve

### Championnats du monde de vol à ski
| Épreuve / Édition | Tauplitz 2016 | Oberstdorf 2018 | Tauplitz 2024 |
| Individuel        | 19e           | 20e             | 10e           |
| Par équipes       | Argent        | 4e              | Bronze        |

### Championnats du monde junior
| Épreuve / Édition | Hinterzarten 2010 | Otepää 2011 | Erzurum 2012 |
| Individuel        | 22e               | 48e         | 15e          |
| Par équipes       | Argent            | Argent      | 5e           |

### Coupe du monde
- Meilleur classement général : 6e en 2020.
- 3e de la Tournée des quatre tremplins 2018-2019.
- 6 podiums individuels : 1 victoire, 3 deuxièmes places et 2 troisièmes places.
- 16 podiums par équipes dont 4 victoires.
- 1 podium en Super Team : 1 troisième place.

#### Différents classements en Coupe du monde
| Année     | Classement général final |
| 2014-2015 | 38e                      |
| 2015-2016 | 23e                      |
| 2016-2017 | 22e                      |
| 2017-2018 | 18e                      |
| 2018-2019 | 11e                      |
| 2019-2020 | 6e                       |
| 2021-2022 | 22e                      |
| 2022-2023 | 28e                      |

#### Victoires
| Année     | Lieu                  |
| 2019-2020 | Willingen (Allemagne) |

### Coupe continentale
- 1 victoire.